# Mercantile Building
10 East 40th Street oder Mercantile Building ist ein Wolkenkratzer in Manhattan in New York City, USA.

## Beschreibung

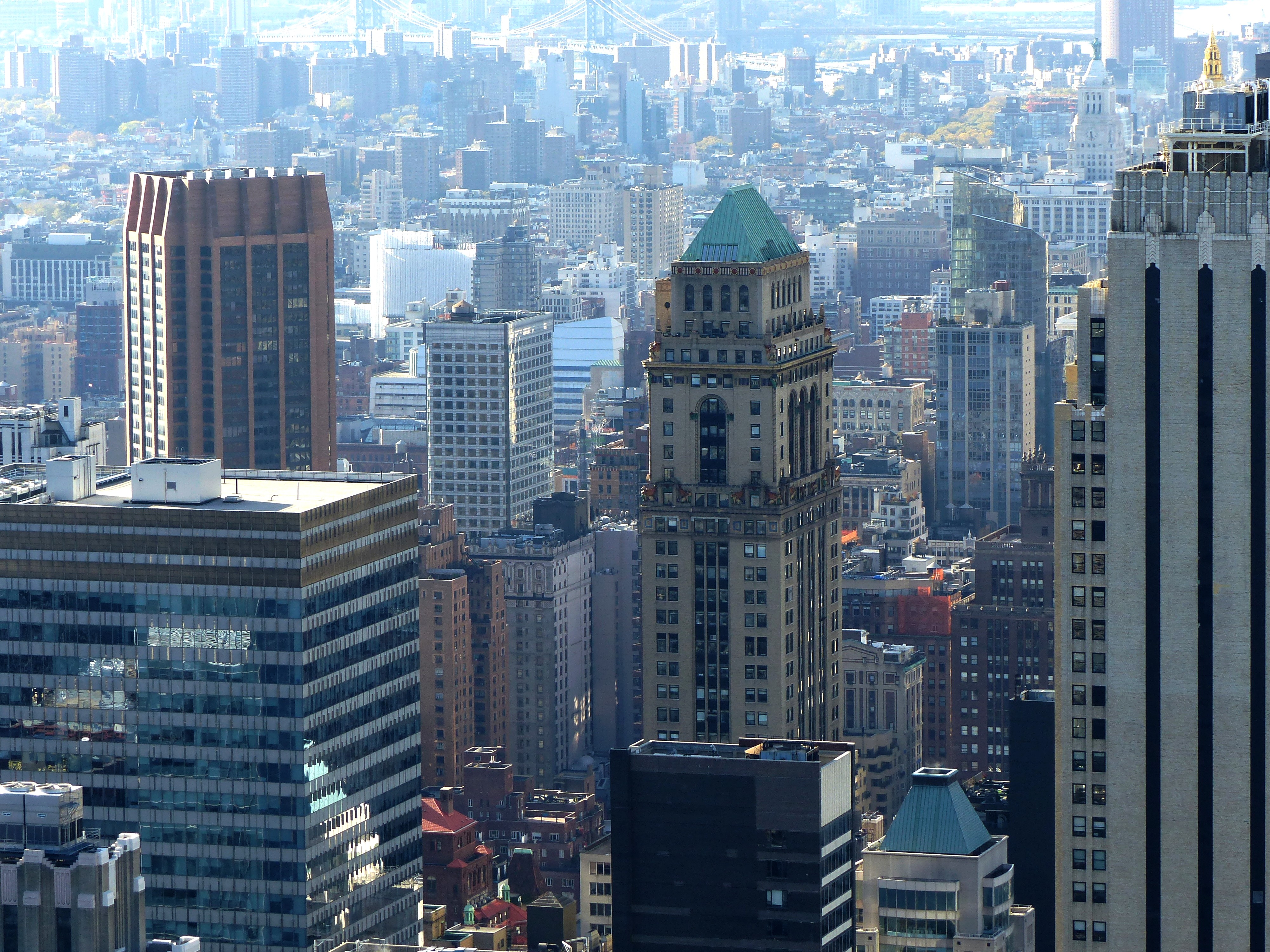
Blick vom Top of the Rock im Oktober 2015 (Bildmitte)

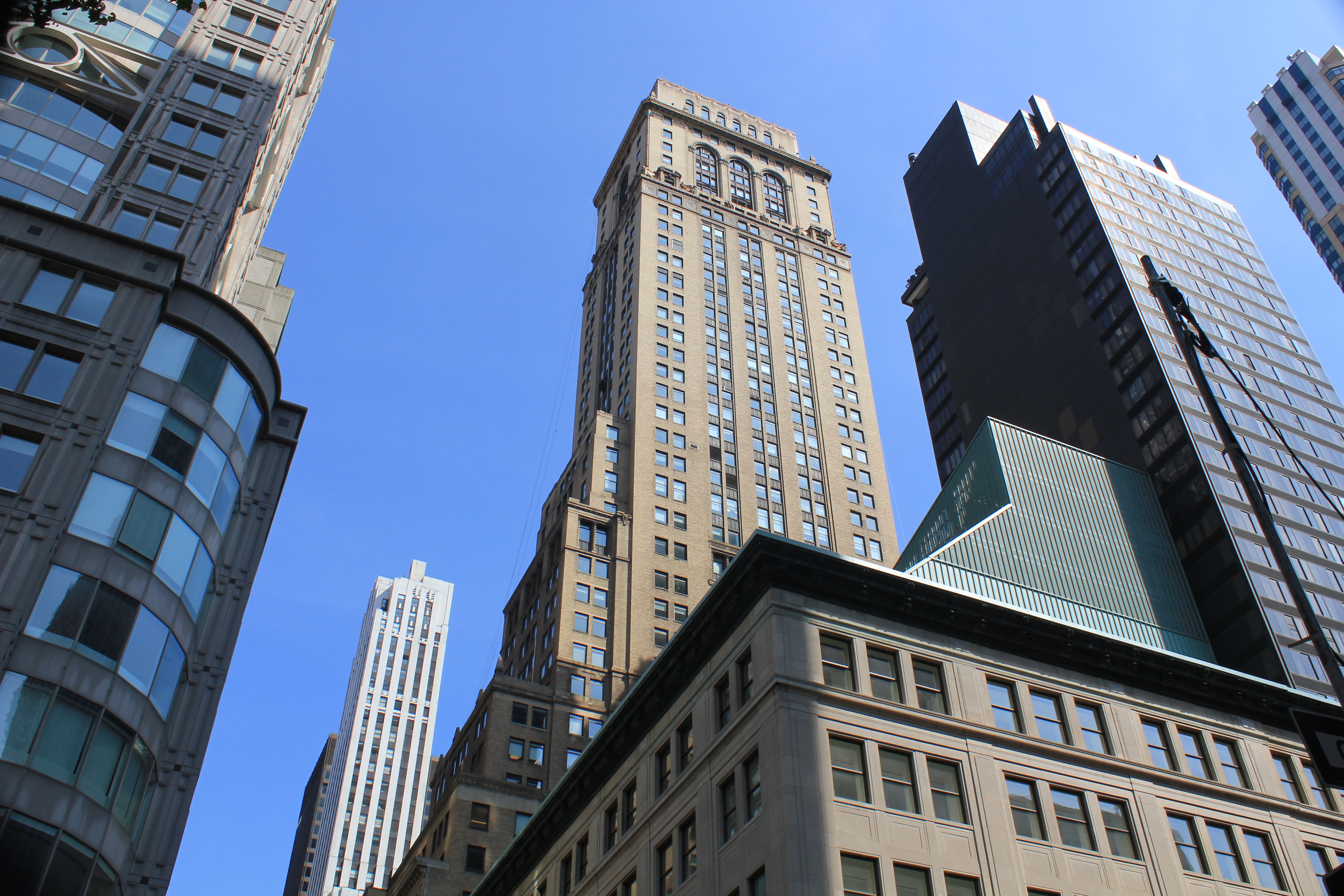
Blick von der Fifth Avenue 2020

Der Büroturm befindet sich in Midtown Manhattan an der East 40th Street mittig in einem Block zwischen der Madison Avenue und Fifth Avenue. Das Bauwerk reicht hierbei von der 40th bis zur 39th Street. Westliches Nachbargebäude ist die an der Fifth Avenue stehende Bibliothek Stavros Niarchos Foundation Library (Mid-Manhattan Library). Einen Block nördlich befinden sich die New York Public Library und der Bryant Park.
Das Hochhaus wurde vom Architekturbüro Ludlow and Peabody entworfen und von Jesse H. Jones kurz vor der Großen Depression  1928 bis 1929 erbaut. Anfangs trug das Gebäude den Namen „Chase Tower“, benannt nach dem ersten Mieter, der Metallbaufirma Chase Brass and Copper Company. Ursprünglicher Eigentümer war Frederick William Vanderbilt (1856–1938), Mitglied der Familie Vanderbilt und Direktor der New York Central Railroad, der Pittsburgh and Lake Erie Railroad und der Chicago and North Western Railway.
Bei Fertigstellung war der Wolkenkratzer mit 192,6 Metern (632 Fuß) Höhe das vierthöchste Gebäude der Welt, unmittelbar hinter dem Chanin Building nur wenige Häuserblöcke entfernt. Gemäß der Zoning Resolution von 1916 errichtete man das Mercantile Building nach oben hin insbesondere an beiden Straßenseiten mit Rücksprüngen verjüngend. Das Gebäude wird von einem mit grüner Patina überzogenen kupfernen Walmdach gekrönt. Stilistisch lässt es sich sowohl in die Neorenaissance als auch Art déco einordnen. Im Gegensatz zur Westfassade sind auf der Ostseite des Gebäudes die Fensteröffnungen nur spärlich vorhanden. Es lässt darauf schließen, dass ursprünglich in Zukunft ähnlich hohe Nachbargebäude geplant, jedoch nie verwirklicht wurden.
Von 2001 bis 2002 wurde die Lobby renoviert, wobei man dabei eine kunstvoll verzierte Gipsdecke mit Intarsien freilegte und restaurierte. Als letztes Gebäude in New York City stellte man am 14. November 2007 das ursprüngliche Gleichstromnetz auf Wechselstrom um. Die Firma Henson Architecture führte 2008 eine Gebäudesanierung durch, die das Ziegelmauerwerk, eine Terrakotta-Sanierung an der Fassade und ein Fensteraustausch umfasste. Eigentümer ist mit Stand 2022 die Joseph P. Day Realty Corporation und es werden gegenwärtig 32.276 m² auf den 48 Etagen von Büros eingenommen, die mit 12 Aufzügen erreichbar sind.